# Чеслав Мозіль

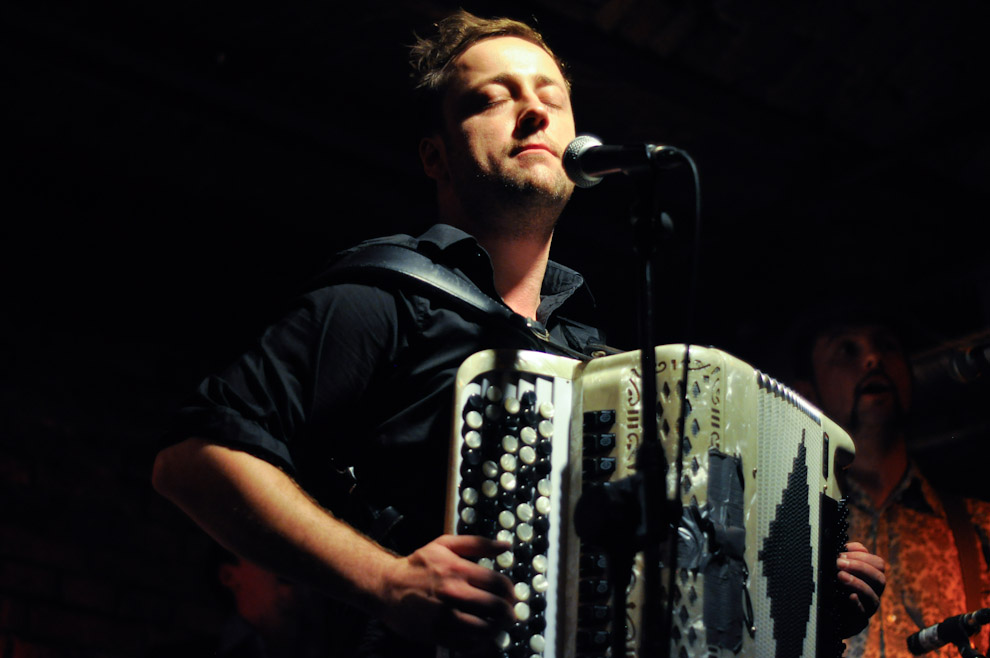
Czesław Śpiewa, 2010

Че́слав Сте́фан Мо́зіль (пол. Czesław Stefan Mozil, відомий також як Czesław Śpiewa; 12 квітня 1979, Забже) — польський співак, композитор та музикант (грає головно на акордеоні), випускник Королівської данської консерваторії (Det Kongelige Danske Musikkonservatorium).
У віці 5-ти років разом із родиною виїхав до Данії. Його мати родом із Верхньої Сілезії, а батько є українцем зі Львова (у Львові досі мешкає його двоюрідна сестра Оксана Мозіль). У Данії мешкав до 28-ми років, був співвласником бару Kulkafeen в центрі Копенгагена. В період еміграції часто приїжджав до Польщі, зокрема з концертами, і врешті вирішив оселитися в Кракові. Свою музику класифікує як «поп» або «альтернативний поп із панковим підтекстом».
Чеслав грає також у данському рок-гурті Tesco Value, який сам же і заснував. 2007 року виступив із гуртом Hey під час концерту з циклу MTV Unplugged. 7 квітня 2008 видав дебютний альбом Debiut, який через шість тижнів після прем'єр здобув статус золотого, а через три місяці — платинового. Загалом було продано 60 тис. екземплярів альбому, що надало йому статус двічі платинового. Тексти пісень разом із Міхалом Заблоцьким писали інтернет-користувачі на сторінці multipoezja.onet.pl. У записі альбому брали участь зокрема квінтет Femme Fatale, Хор святої Анни з Копенгагена, Chór Dobrej Karmy та Chór Impreza U Jakuba, а також акомпаніатори на мандоліні, фуярці, бас-гітарі, перкусії, гітарах, саксофоні, контрабасі та валторні. Художнє оформлення платівки виконала Ясьміна Паркіта (Jaśmina Parkita).

## Дискографія
Альбоми
- Debiut (2008)
- Pop (2010)
- Czesław Śpiewa Miłosza (2011)

Синґли
- Maszynka do Świerkania (2008)
- Mieszko i Dobrawa Jako Początek Państwa Polskiego (2008)
- Ucieczka z wesołego miasteczka (2008)
- The Tournus (2009)
- W Sam Raz (2010)
- O Tych W Krakowie (2010)
- Krucha Blondynka (2010)
- Caesia & Ruben (разом із Катажиною Носовською)
- Na cześć Księdza Baki (разом із Станіславом Сойкою)

Запрошення
- Hey — MTV Unplugged (2007)
- WdoWa — Superekstra (2010)
- Acid Drinkers — Fishdick Zwei — The Dick Is Rising Again (2010)